# Puerto de la Glorieta
Puerto de la Glorieta es un puerto de montaña en la sierra de la Sangre de Cristo en el norte de Nuevo México. El puerto es un sitio estratégico cerca del límite sur de la sierra de la Sangre de Cristo en el centro-este del condado de Santa Fe al sureste de la ciudad de Santa Fe.
Históricamente, el puerto fue la ruta más directa para cruzar la sierra entre el valle alto del río Pecos al este y el valle alto del río Grande al occidente.
En el siglo XIX, formó parte de la ruta más occidental del camino de Santa Fe entre Santa Fe y las Grandes Llanuras. La batalla decisiva de la campaña de Nuevo México durante la guerra civil estadounidense tuvo lugar cerca de este puerto de montaña en marzo del año 1862. La victoria del ejército de la Unión (en principio conformado por la milicia de Colorado) evitó el desmembramiento de las fuerzas del ejército confederado en las Grandes Llanuras en la parte oriental de la sierra de la Sangre de Cristo al lograr parar el avance confederado en su ruta al norte a través de las faldas de las Rocosas. La batalla se conmemora con el parque histórico nacional de Pecos al este del puerto. En el siglo XX el puerto se convirtió en la ruta de la autopista nacional 84 y posteriormente de la interestatal 25. El pueblo de Glorieta se ubica al este del puerto de montaña.